# Ernst Franz Ludwig Marschall von Bieberstein
Ernst Franz Ludwig Freiherr Marschall von Bieberstein (né le 2 août 1770 à Wallerstein - décédé le 22 janvier 1834 à Wiesbaden) est un homme politique allemand.
Le baron Ernst Franz Ludwig Marschall von Bieberstein a tenu en tant que ministre d'État un rôle politique de premier plan dans le comté de Nassau. 